# Keef Hartley Band
Die Keef Hartley Band war eine britische Rockband, die 1968 vom Schlagzeuger Keef Hartley gegründet wurde. 

## Geschichte

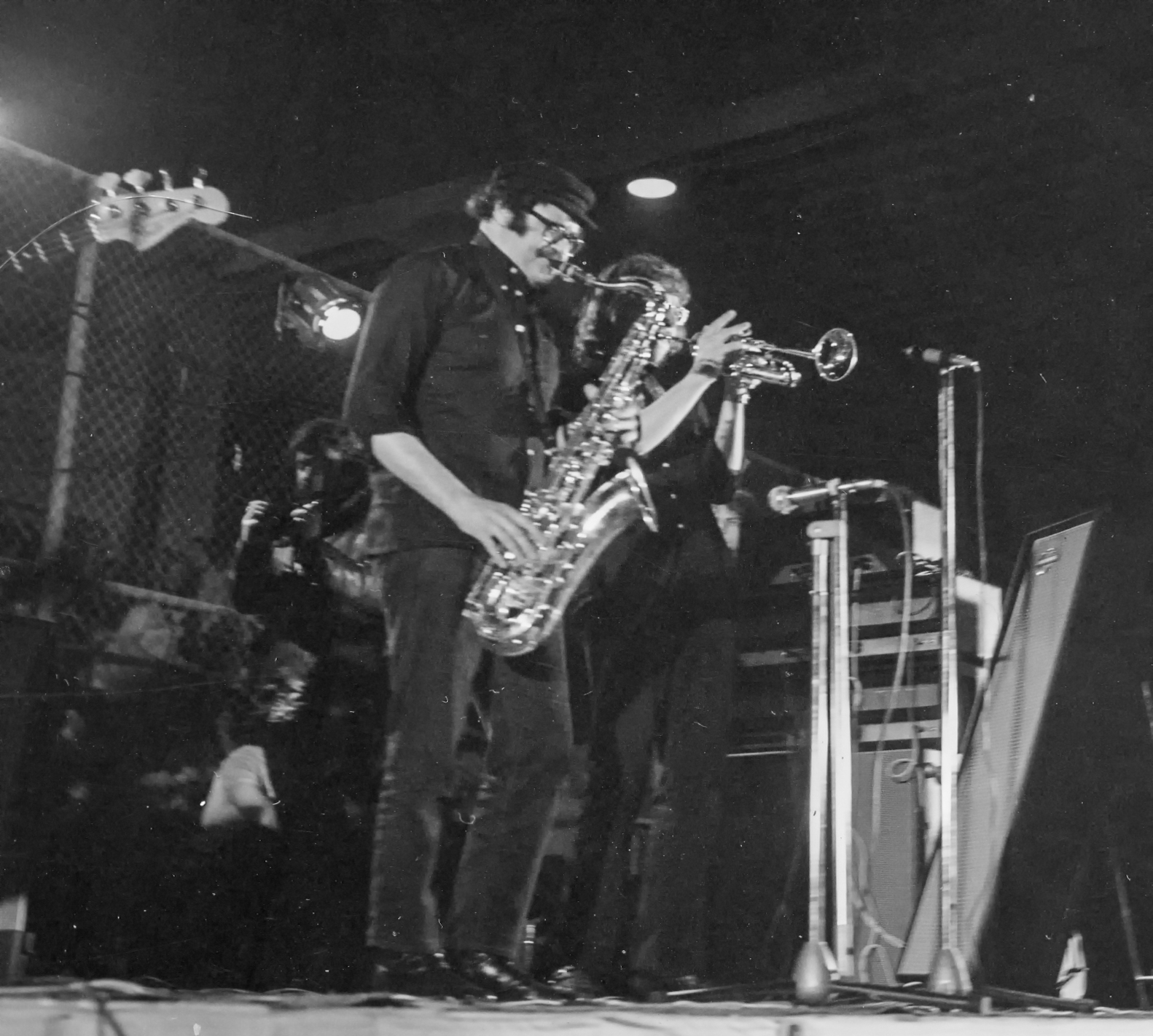
Lyle Jenkins am Saxophon und Henry Lowther an der Trompete als Mitglieder der Keef Hartley Band beim Joint Meeting Festival in Düsseldorf, Mai 1970

Den Kern der Band bildete Hartley mit Miller Anderson (Songwriter, Gitarre und Gesang) und Gary Thain (Bass). Namhafte Session-Musiker wie Mick Weaver (Keyboards) und Chris Mercer (Saxophon) unterstützten sie vorübergehend. Als Gastmusiker spielten bei der Keef Hartley Band u. a. Mick Taylor, Barbara Thompson, Jon Hiseman, Elkie Brooks, John Mayall, Johnny Almond und viele mehr.
Im März 1969 kam das erste Album Halfbreed heraus. Im selben Jahr trat die Keef Hartley Band auf dem Woodstock-Festival auf (am 2. Tag – Samstag – vor The Incredible String Band). Von ihrem Auftritt existieren weder Audio- noch Filmmitschnitte. Nur eine Tonbandaufnahme eines Fans mit Fragmenten einiger Stücke ist erhalten.

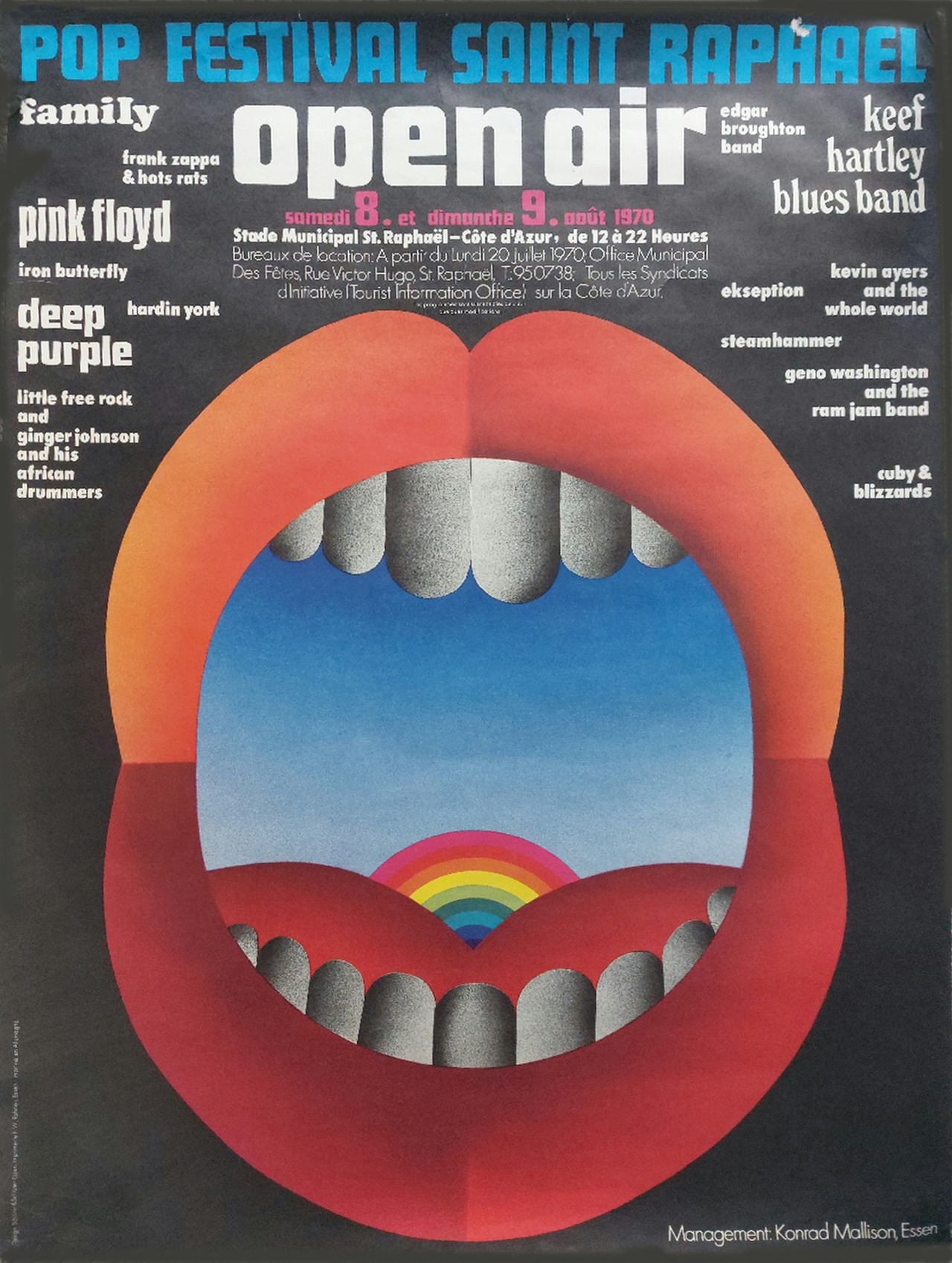

Die Band wurde mit Jazzrock-Gruppen wie Colosseum, Chicago und Blood, Sweat & Tears verglichen. Der Stil der Keef Hartley Band entwickelte sich aus dem Blues John Mayalls und bestand aus solidem Songwriting und jazzigen Arrangements. Prägend für den Sound der Band war der Einsatz der Blechbläser Henry Lowther, Dave Caswell und Lyle Jenkins. Später wuchs die Band zeitweise sogar auf Big-Band-Format an (Titel eines im Marquee Club in London aufgenommenen Live-Albums: Little Big Band).
1971 trennte sich Hartley von Songwriter Miller Anderson und gruppierte um Thain eine neue, mehr Funk-orientierte Besetzung mit dem Sänger und Gitarristen Junior Kerr. Diese Formation nahm nur ein Album auf, Seventy Second Brave. Live-Aufnahmen dieser Besetzung erschienen auf dem postumen Album Not Foolish Not Wise.
1972 löste Keef Hartley die Band auf, um wieder mit seinem ehemaligen Arbeitgeber John Mayall auf Tournee zu gehen.

## Diskografie
- Halfbreed (1969)
- Battle Of NW6 (1969)
- The Time Is Near (1970)
- Overdog (1971)
- Little Big Band (1971)
- Seventy Second Brave (1972)
- Not Foolish Not Wise (1999)
- Live at Essen Pop and Blues Festival 1969/1970 (2024, w. Miller Anderson)